# Kajmankovití
Kajmankovití (Chelydridae) je čeleď želv nadčeledi Testudinoidea, která má 7 zaniklých a 2 žijící rody. Oba jsou endemické na západní polokouli.
Chelydridae mají dlouhou fosilní historii. S vyhynulými druhy byli nalezeni ze severní Ameriky po celé Asii a Evropě, daleko za jejich dnešní rozsah. Nejdříve byl popsán druh Emarginachelys cretacea, známý z dobře zachovalé fosílie z pozdní křídy Montany. Další dobře zachovalá fosílie je druh Protochelydra zangerli z Paleocénu ze Severní Dakoty. Karapax rodu Protochelydra je více klenutý než z posledních jedinců rodu Chelydra. Jiný rod, Chelydropsis, obsahuje několik známých euroasijských druhů, které existovaly od Oligocénu do Pliocénu.

## Rody
- rod Acherontemys†
- rod Chelydra (Schweigger, 1812)
- rod Chelydrops†
- rod Chelydropsis†
- rod Emarginachelys†
- rod Macrocephalochelys†
- rod Macrochelys (Gray, 1856)
- rod Planiplastron†
- rod Protochelydra†